# Biatlonový areál Eduard
Biatlonový areál Eduard je sportoviště zbudované na severozápadě České republiky u lázeňského města Jáchymov a blízko vrcholu Božídarský Špičák. Vznikl na výsypce a dalších prostorách bývalého uranového dolu Eduard.

## Historie okolí
Celé okolí areálu Eduard je od počátku 16. století úzce spjato s hornictvím. V Eliášském údolí, jehož součástí je areál Eduard, se zachovaly pozůstatky po hornické činnosti, a to zvláště po těžbě stříbrné rudy v 16. až 19. století. Na konci 19. století bylo již stříbro produkováno ve velmi malém množství a zájem se soustředil na barevné kovy, olověné rudy a uranové rudy. Zlom na stal v roce 1898, kdy z odpadu při výrobě barev z původní suroviny smolince, objevili manželé Curieovi polonium a radium. Pokračovala zde těžba uranu. Po roce 1945 byl založen n.p. Jáchymovské doly (plně pod kontrolou SSSR) a nedostatečné stavy horníků byly doplňovány vězni: zpočátku ze zajateckých táborů, od roku 1946 a po vzniku pracovních táborů jejich trestanci. Důl Eduard patřil pod trestanecký pracovní tábor Nikolaj.

## Sportovní historie
Pod názvem Krušnohorský areál branných sportů začal biatlonový areál Eduard vznikat v polovině 70. let. Celá výstavba areálu s názvem Krušnohorský areál branných sportů byla samozřejmě pod hlavičkou tehdejšího SVAZARMu. Hlavními formálními účastníky a investory byl Okresní výbor Svazarmu v Karlových Varech a také základní organizace Svazarmu v Božím Daru za podpory Ústředního výboru Svazarmu. Práce byly z valné většiny prováděny dobrovolnicky pod vedením jednoho z prvních českých biatlonových závodníků, Svatopluka Fencla. S odbornými pracemi vypomohly i mnohé další organizace z karlovarského okresu. V roce 1979 v areálu byl uspořádán závod prvního ročníku Světového poháru a roku 1981 se podařilo opět získat možnost uspořádat závod Světového poháru znovu a současně se zde se konal první mezinárodní biatlonový závod žen. Biatlonový areál měl být podle plánů tehdejšího Československa největším československým biatlonovým areálem, nicméně všechny investice byly v konečném rozhodnutí směrovány do slovenského Osrblie. Pro menší úspěch biatlonu na zimních olympijských hrách v Lake Placid roku 1982 kde československým biatlon dosáhl pouze jednoho šestého místa nastal s tím související útlum zájmu Svazarmu i ČSTV o biatlon. Proto došlo k výraznému snížení podpory a financí na areál. I přesto se podařilo roku 1983 zkolaudovat lyžařské tratě, střelnice, kratší asfaltovou trať a startovní a cílovou budova. Roku 1990 byla zkolaudována budova pro ubytování, přípravu lyží i rekonvalescenci sportovců v těsné blízkosti areálu. Areál sloužil jako tréninkové středisko mládeže i vrcholového sportu. Po rozpadu Československa na konci roku 1992 ustaly v této oblasti veškeré finance směrem k biatlonu.
Mezi hlavní osobnosti, které se zasloužily o rozvoj i provoz biatlonového areálu, patřili Svatopluk Fencl a Bronislav Grulich.

## Popis

### Areál

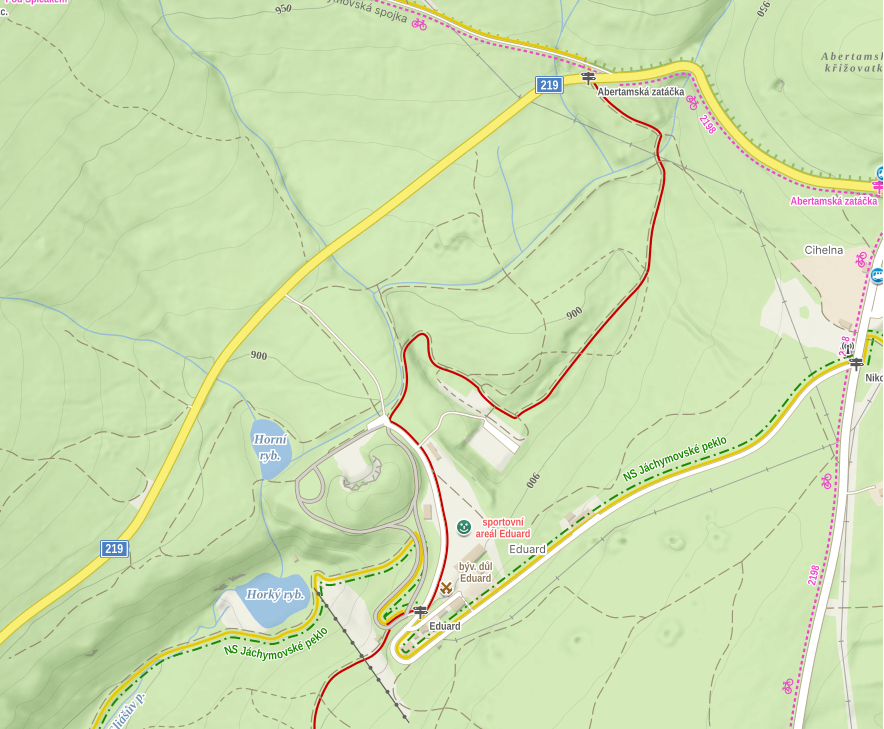
Tratě

Tratě v areálu jsou rozsáhlé, část tvoří i lyžařské trasy nástupní ke Krušnohorské magistrále. Areál má k dispozici dvě střelnice, tzv. horní a dolní střelnice. Dle potřeby pro závody biatlonové i v běžeckém lyžování jsou tratě vhodně kombinovány.
Okruhy, které jsou k dispozici jsou obvykle nazývány takto:
- Malá halda
  - nejvíce používaná pro tréninkové účely, začíná na rozcestí s informační tabulí zvaném "náměstíčko" a poté podél "horní" střelnice a trestného kolečka do stoupání na jižní svah odvalové haldy a poté doleva svahem kde odbočuje doprava další okruh "Velká halda" a stoupáním k dalšímu sjezdu na rozcestí a zde končí. Popis je proti směru hodinových ručiček.
- Velká halda

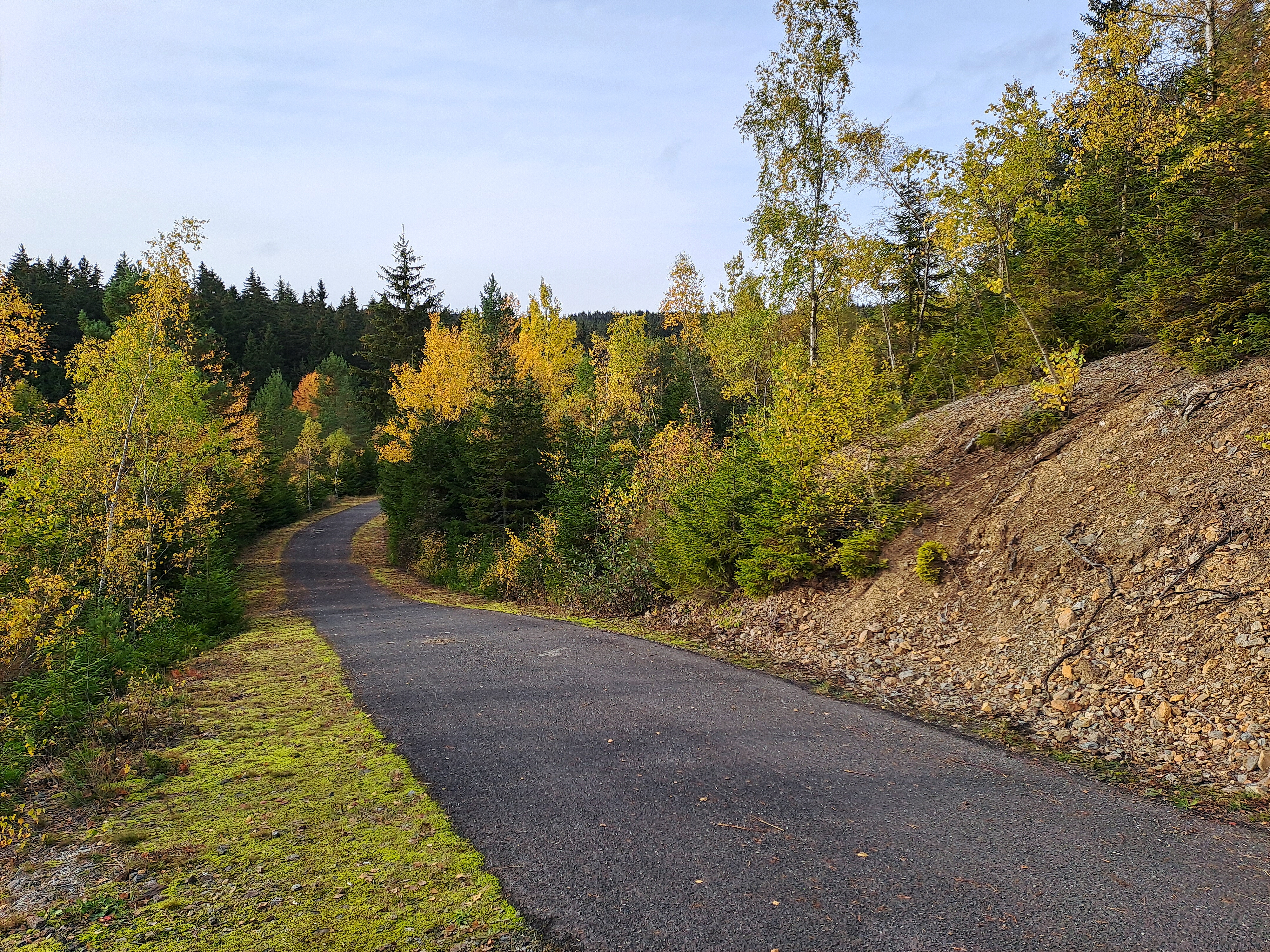
Trať na odvalu

- - začíná stejně jako "Malá halda" na rozcestí s informační tabulí zvaném "náměstíčko" a poté podél "horní" střelnice a trestného kolečka do stoupání na jižní svah odvalové haldy a poté doleva svahem a dále zde odbočuje doprava táhlým sjezdem a prudkou zatáčkou doleva stoupáním na rozcestí, kde se spojují oba okruhy, a poté sjíždí k "náměstíčku" a zde končí. Popis je proti směru hodinových ručiček.
- Spodní zelená
  - začíná na rozcestí s informační tabulí zvaném "náměstíčko" a poté podél "horní" střelnice a trestného kolečka, kde odbočuje sjezdem k Eliášovu potoku/náhonu, který překonává můstkem a zatáčkou. Poté pokračuje téměř k silnici na Abertamy a pod ní se opět vrací k Hornímu rybníku a podél proti proudu Potoka nahoru k můstku, kde již končí vpravo na "náměstíčku".
- Horní zelená
  - začíná na rozcestí s informační tabulí zvaném "náměstíčko", kde navazuje na "spodní zelenou" za můstkem přes Eliášův potok. Odbočuje od potoka vlevo opět k Abertamské silnici až k místu, kde křižuje lesní cestu. Zde se otáčí vpravo a klesá sjezdem, někdy i náročným k bezejmennému přítoku Eliášova potoka, který můstkem překonává a stoupáním směrem k silnici se poté stáčí vpravo mírným sjezdem k potoku. Dále pokračuje přes můstek sjezdem až k dolní střelnici.
- Náhon
  - také začíná na rozcestí s informační tabulí zvaném "náměstíčko", poté kopíruje tok Eliášského potoka (jeho umělé koryto) a končí u zátáčky a mostku přes potok. Zde se kříží s červenou turistickou značkou vedoucí ke Krušnohorské magistrále.
- Červená
  - Stejně jako ostatní tratě začíná na rozcestí s informační tabulí zvaném "náměstíčko", podél umělého koryta Eliášova potoka až k můstku před potok k Abertamské silnici. Zde se otáčí (po červené turistické značce) vpravo dolů a klesá sjezdem a zatáčkami až k dolní střelnici.
- Střelnice

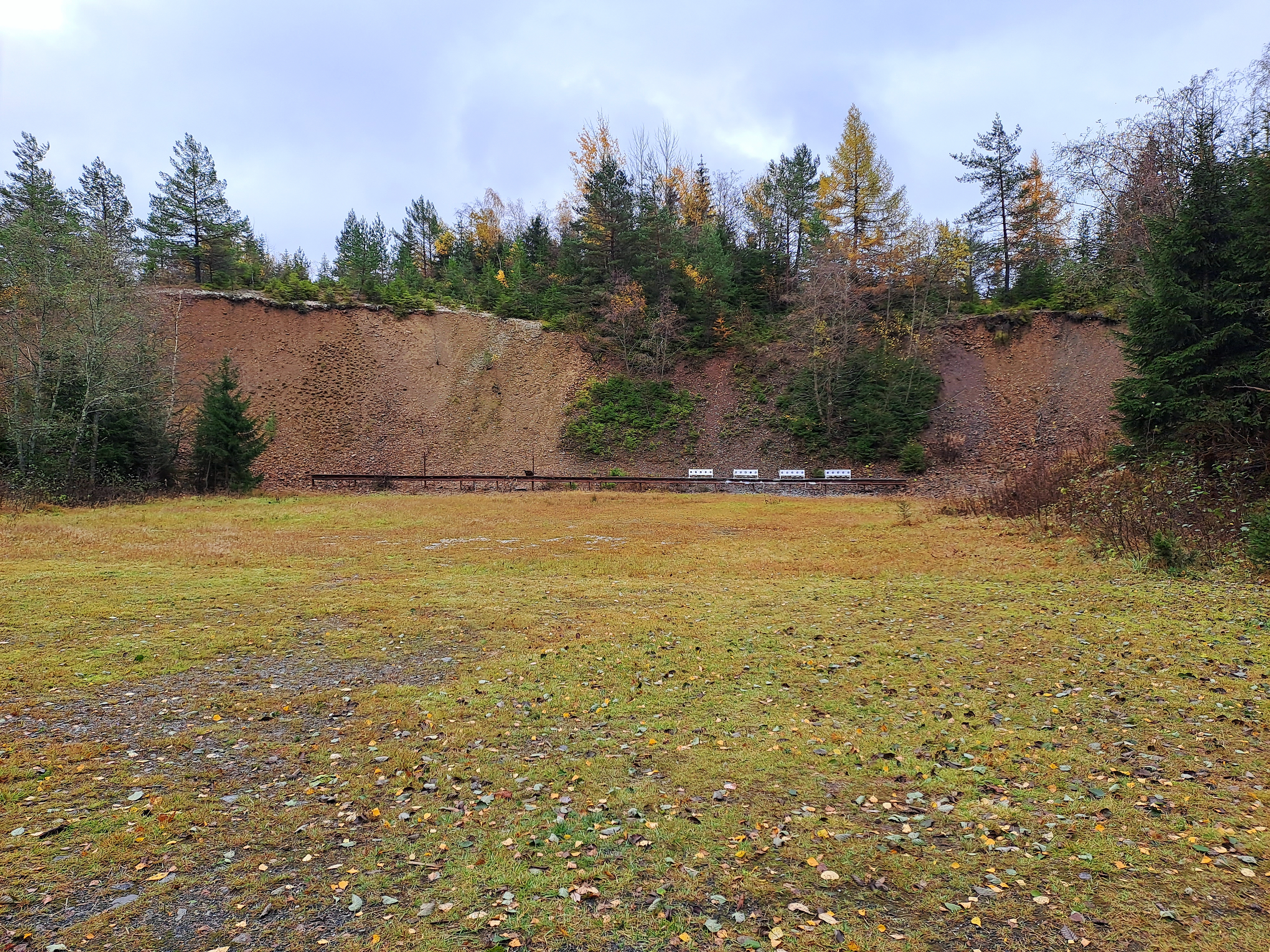
Horní střelnice

- - Střelnice se nachází na trati obou "hald" cca 30 m JZ od rozcestí, primárně používána jako střelnice pro malorážku, občas je používána i pro zbraně větších ráží pro až 20 střelců. Nejsou zde trvale instalovány stojany pro terče, pro zázemí trénujících je zde menší dřevěná stavba.
- Střelnice dolní
  - Tuto střelnici můžeme najít na V od rozcestí, nejlépe po červené turistické značce, která vede přímo okolo střelnice. Tato střelnice je používána pro střelbu z malorážek i vzduchovek až pro 25 závodníků/trénujících najednou.

Zázemí tvoří hlavní budova pro ubytování, přípravu lyží i rekonvalescenci sportovců, která se nachází v zatáčce příjezdové cesty od Jáchymova a jak je uvedeno výše byla stavěna dobrovolnicky v 80. letech 20. století. Podobně jako jiné budovy na Jáchymovsku musela být izolována proti pronikání radonu. Roku 1990 byla budova zkolaudována a je nyní v majetku Českého svazu biatlonu. Od té doby se na zlepšení podmínek pro ubytování, zázemí pro stroje na úpravu tratí i přípravu lyží podílelo mnoho dobrovolníků nejen z ROVERu Praha

## Další sporty na Eduardu
Kromě samotného biatlonu se v areálu provozují další sporty: lyžařský orientační běh, překážkové závody či závody psích spřežení.